# Energo Chromo Kinèse
Pour les articles homonymes, voir ECK.
 (juin 2025).
L’Energo-Chromo-Kinèse (ECK) est une discipline ésotérique et pseudo-scientifique, utilisée par l'Ordre nouveau des templiers opératifs (ONTO) et Ordre du Temple de la Jérusalem céleste (OTJC) , reconnue comme secte dans le rapport no 1687 de la Commissions d'enquête parlementaires sur les sectes en France du 10 juin 1999.

## Historique
L'Energo-Chromo-Kinèse est fondé en octobre 1987 par Patrick Véret, ancien acuponcteur et homéopathe, et son épouse, Danielle Drouant ; son siège est à Villefranche-sur-Mer. Des centres et des écoles sont par la suite créés pour dispenser l'enseignement du groupe, qui séduit des cadres d'entreprises et de grandes sociétés. Les clients ayant suivi ces cours deviennent ainsi « kinergistes ». L'essentiel de la doctrine est contenue dans deux ouvrages : La médecine énergétique et La spasmophilie enfin vaincue, écrits respectivement en 1981 et 1985.

## Définition et doctrine
Le créateur de la méthode définit ainsi l'ECK : « Une science qui, tel un programme, nous fait agir d'une manière consciente ou inconsciente [...] grâce à un programme génétique décodé par des techniques scientifiques, fruit d'une recherche rigoureuse et objectivable, chaque participant peut retrouver l'essence même de son existence et de sa destinée profonde. »
D'après le groupe, l'homme doit, grâce à un diagramme personnel de couleurs, faire remonter l'énergie à travers ses sept centres de vibrations, qui correspondent à des fréquences de sons et de couleurs. Par le yin et le yang, l'Esprit Saint s'incarne dans la matière. Après l'apocalypse vibratoire naîtra une sixième race appelée à participer à des vols spatiaux.
Les explications données au client d'une école Eck, au fur et à mesure des stages répertoriés « stade 1, stade 2 et stade 2 avancé », lui paraîtront très éloignés des domaines médical et scientifique puisqu'il est dans une « École initiatique proposant une voie ésotérique » qui fait prétendument appel à la tradition parallèle de l'Occident et au courant hindouiste.

## Organisation

### Historique
Outre les centres ECK, différentes associations sont créées, à partir de 1990, pour diffuser la doctrine du groupe : Connaissance ontologique universelle et recherche biologique énergétique (Courbe), Energo 8 international, Energo conseils.
Quatre entités, à savoir deux SARL (Energo conseil et Jéricho 3000), et deux associations (Courbe et Ordre nouveau des templiers opératifs), supervisent les activités du groupe.
À Nice est installée l'Association pour la recherche en médecine énergétique, et à Villefranche-sur-Mer, SOS Spasmophilie.
Outre la gestion immobilière et l'organisation de stages, les activités du groupe comprennent la fabrication et ventes de produits diététiques et para-pharmaceutiques, les soins anti-tabac et anti-stress, la promotion de pseudo-techniques de santé et d'hygiène alimentaire.
La séparation du couple fondateur engendre la scission du groupe en deux branches : Patrick Véret établit la société Nutrition énergétique des organes et des méridiens (NEOM) qui succède à la société Cogeco assurant la fabrication de produits paramédicaux, tandis que Danielle Drouant dirige l'Ordre du temple de la Jérusalem céleste (OTJC) remplacé en 1998 par une autre association, et le laboratoire Pharal, spécialisé dans la vente d'oligo-éléments. « La scission de ECK (Energo-Chromo-Kinèse) provoquée par la séparation du couple de gourous, Mme Danièle Drouant et M. Patrick Véret, a débouché sur la création de deux mouvements, l’un dont relèvent plusieurs associations qui elles-mêmes disparaissent et renaissent sous d’autres formes et l’autre, plus discret, qui conserve une petite mouvance templière et déploie une activité dans le contrôle de laboratoires pharmaceutique » ...« Un des dirigeants d’Energo chromo kinèse, M. Patrick Véret, a créé la société Nutrition énergétique des organes et des méridiens (NEOM) pour fabriquer et vendre les produits paramédicaux de la secte. ».

### De l'ECK à la nutripuncture
Actuellement, le mouvement est présent en Grèce, en France, en Espagne, au Canada, aux États-Unis et surtout en Italie où il se développe à Rome, Bari, Latina, Milan, Trieste, et Udine avec une nouvelle branche spécialisé dans la vente d'oligoéléments sous le nom de Nutripuncture.
La Nutripuncture reprend le contenu de l'ECK dont elle est le continuateur direct. Sur ses sites promotionnels, Patrick Véret la présente désormais comme une méthode recourant à « la théorie des systèmes complexes, l'épigénétique, les neurosciences, la physique quantique et la PNEI (psycho neuro endocrino immunologie) ». La pseudo-théorie thérapeutique prônée par le mouvement recourt en fait à des concepts tels que la physiognomonie pour parvenir supposément à des diagnostics.
Les effets positifs de la nutripuncture ne dépassent pas ceux d'un placebo.

## Controverse et polémique

### Secte
Qualifiée de "secte guérisseuse" dans le rapport de juin 1999, la Commission parlementaire, qui estime la valeur du patrimoine immobilier de l'ECK à plus de 3 millions de francs, reproche :
- le discours pseudo-médical du groupe pouvant mettre en danger la santé des membres ;
- l'aspect financier des activités du groupe jugé rentable (par exemple : chaque niveau coûte entre 2 000  et   4 500 francs)
- l'embrigadement des membres qui deviennent dépendants du groupe.

### Actions judiciaires
Le 22 février 1993, le Tribunal de commerce de Paris ordonne la liquidation judiciaire de la SARL ECK et de fait celle quatre autres sociétés créées pour participer aux activités de la secte dont l'Ordre Nouveau des Templiers Opératifs.
La SARL NEOM a fait l'objet d'un redressement de 2 100 000 francs pour déduction fictive sur ses ventes entre 1996 et 1997 et versement de royalties fictives.